# Thurygrund
| Rossau | Rossau |
| ------ | ------ |
| Wappen | Karte  |
|        |        |

Thurygrund, auch Thury, Thuryvorstadt und Am Thury, war bis 1850 eine eigenständige Gemeinde (Vorstadt) und ist heute ein Stadtteil Wiens im 9. Wiener Gemeindebezirk Alsergrund.
Territorial bestand der Thurygrund aus zwei unverbundenen Teilen.
Im Nordteil, entlang von Ayrenhoff- und Pulverturmgasse, ist von der Stadt Wien die bauliche Schutzzone Thury-Nord definiert, eine weitere entlang der Alserbachstraße unter dem Namen Thury-Süd ist projektiert.
Das markanteste Bauwerk ist die 1903 geweihte späthistoristische Canisiuskirche.

## Geschichte

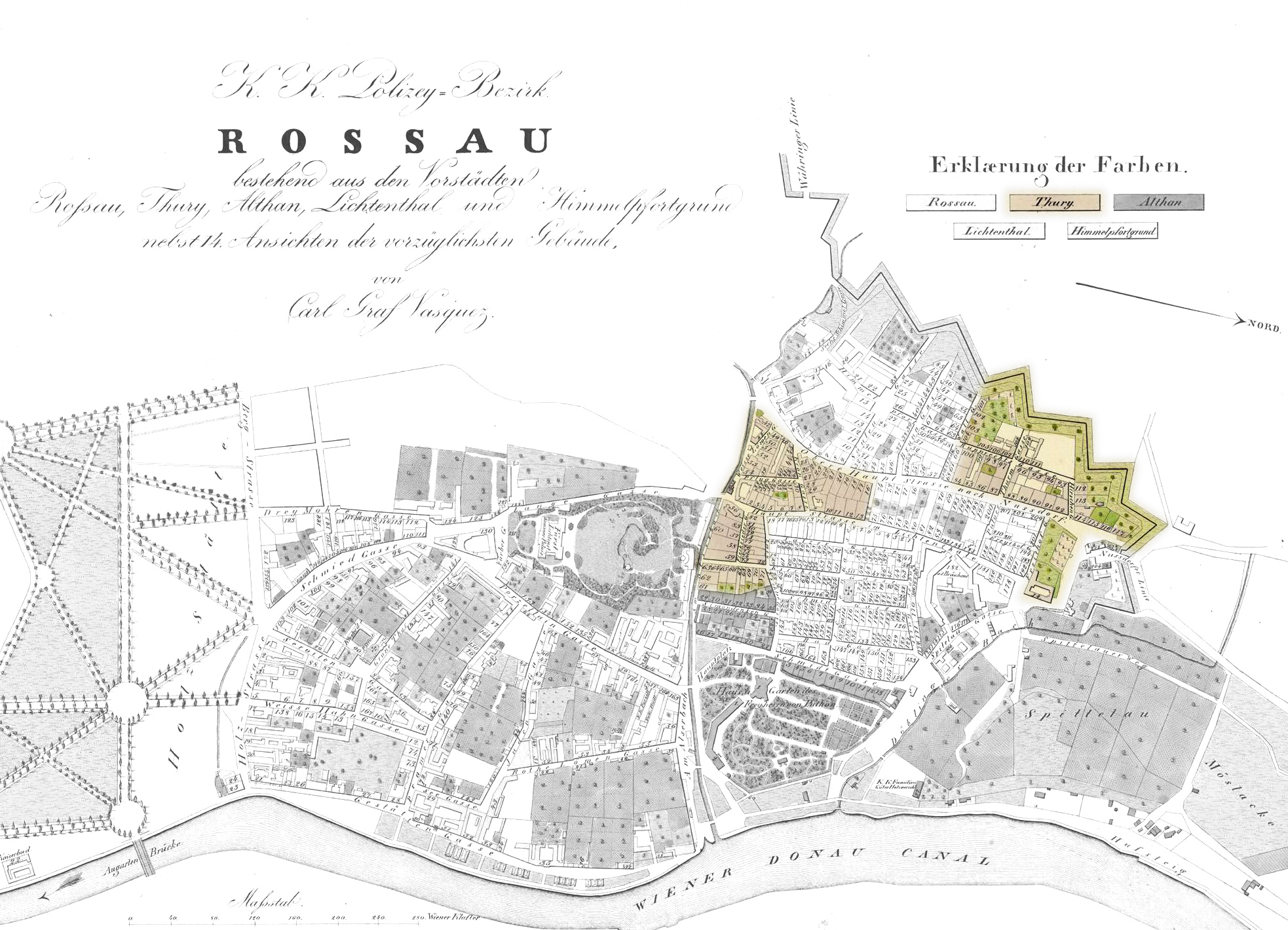
Thurygrund um 1830

Das Gebiet des Thurygrunds war bereits zur Zeit der Kreuzzüge besiedelt. St. Johann an der Als, ursprünglich als Hospitium für Fremde gegründet, wurde vermutlich schon zu dieser Zeit teilweise als Hospital genutzt. 1179 wurde ein Hospital zur Aufnahme von an Aussatz erkrankten Menschen gegründet. Der Name St. Johann an der Siechenals wurde in der Folge auf den angrenzenden Teil der Als und die am Bach benachbarte Siedlung (Siechenals) übertragen. Die zugehörige Kirche stand bis 1858 auf einem Hügel rechts der Als, dem heutigen Arne-Karlsson-Park. Heinrich der II. Jasomirgott, Gründer des Schottenstifts, übertrug dem Schottenkloster 1158 den Grundbesitz und das Pfarrrecht vom Tiefen Graben bis zur Kirche St. Johann und von dort bis zur Mündung der Als in die Donau. Während der ersten Wiener Türkenbelagerung wurden, um den Angreifern keine Deckung und Versorgungsmöglichkeit zu bieten, die Kirche und das Lazarett von Siechenals mit dem gleichnamigen Dorf in Brand gesteckt. Während der Ort Siechenals nicht mehr aufgebaut wurde, beschloss der Stadtrat 1540 den Neubau des Lazaretts und den Wiederaufbau der Kirche St. Johann.
Das Gebiet des Thurygrunds blieb in der Folge lange Zeit unbesiedelt, Mitte des 17. Jahrhunderts reichte die Besiedelung des Bezirksgebietes nur bis zum Unterlauf der Als. 1646, 117 Jahre nach der Zerstörung von Siechenals, errichtete schließlich der Ziegelfabrikant Johann Thury erstmals wieder ein Gebäude in dieser Gegend. Der Bereich war immer wieder durch das Hochwasser der Als, insbesondere im Bereich der Einmündung des Währinger Baches bei der heutigen Markthalle, bedroht. Thury besaß zwei Grundstücke, die miteinander nicht verbunden waren. Das nördliche davon, das ein Haus mit Weingarten, Keller und Schankgerechtigkeit umfasste, schenkte er 1656 ebenso wie einen Ziegelofen am Sporkenbühel (Sperlingshügel) dem Servitenkloster. Im Andenken an Johann Thury wurde die entstehenden Vorstadt schließlich Thurygrund genannt. Während der südliche Teil des Thurygrunds Anfang des 18. Jahrhunderts bereits besiedelt wurde, blieb der nördliche Teil lange Zeit von Ziegeleien geprägt. Im südlichen Teil wurde wiederum bereits 1713 eine Kapelle für die Bewohner errichtet.